# Sentai Filmworks
Sentai Filmworks, LLC (conosciuta anche semplicemente come Sentai), è una società di intrattenimento americana di proprietà di AMC Networks situata a Houston e specializzata nel doppiaggio e nella distribuzione di anime e film asiatici. La sua divisione di post-produzione è Sentai Studios.
L'azienda ha le sue origini in A.D. Vision, fondata nel 1992 da John Ledford e Matt Greenfield, due fan dei videogiochi. ADV è crollata a causa delle scarse vendite e alla fine ha cessato le proprie attività nel 2009. Ledford però ha fondato Sentai nel 2008 e ha acquisito la maggior parte dei titoli di ADV. Sentai è stata poi acquisita da AMC Networks, azienda con sede a New York City, nel 2022 e ne è diventata una sussidiaria. I suoi uffici sono nell'International District, nella regione del Southwest Houston.

## Storia

### Origini
Nel 1990, John Ledford, originario di Houston, ha avviato un'attività di importazione di videogiochi e console giapponesi. Il suo primo approccio con il mondo degli anime è stato quando ha visto Il mio vicino Totoro su consiglio di Matt Greenfield, un suo amico nato a Sacramento, in California. Esso gestiva un club di anime locale chiamato Anime NASA. Insieme hanno fondato A.D. Vision, che ha ufficialmente aperto i battenti il 17 agosto 1992. Ledford ha successivamente contattato Toho per poter chiedere i diritti per la pubblicazione del manga Yoko cacciatrice di demoni, che è diventato il primo titolo ad essere pubblicato da ADV.